# Óscar González
Óscar González (n. 10 noiembrie 1923, Montevideo, Uruguay – d. 5 noiembrie 2006, Montevideo, Uruguay) a fost un pilot de Formula 1. De-a lungul carierei a luat startul în 1 cursă, niciuna din pole-position. Nu a câștigat nicio cursă și nu a terminat niciodată pe podium, acumulând 0 puncte în întreaga activitate ca pilot de Formula 1.